# Elk Point (Dakota del Sur)
Elk Point es una ciudad ubicada en el condado de Union en el estado estadounidense de Dakota del Sur. En el Censo de 2010 tenía una población de 1.963 habitantes y una densidad poblacional de 557,29 personas por km².

## Geografía
Elk Point se encuentra ubicada en las coordenadas 42°40′54″N 96°40′48″O / 42.68167, -96.68000. Según la Oficina del Censo de los Estados Unidos, Elk Point tiene una superficie total de 3.52 km², de la cual 3.52 km² corresponden a tierra firme y (0%) 0 km² es agua.

## Demografía
Según el censo de 2010, había 1.963 personas residiendo en Elk Point. La densidad de población era de 557,29 hab./km². De los 1.963 habitantes, Elk Point estaba compuesto por el 96.99% blancos, el 0.25% eran afroamericanos, el 0.61% eran amerindios, el 0.15% eran asiáticos, el 0% eran isleños del Pacífico, el 0.76% eran de otras razas y el 1.22% pertenecían a dos o más razas. Del total de la población el 1.48% eran hispanos o latinos de cualquier raza.